# コシベニペリカン

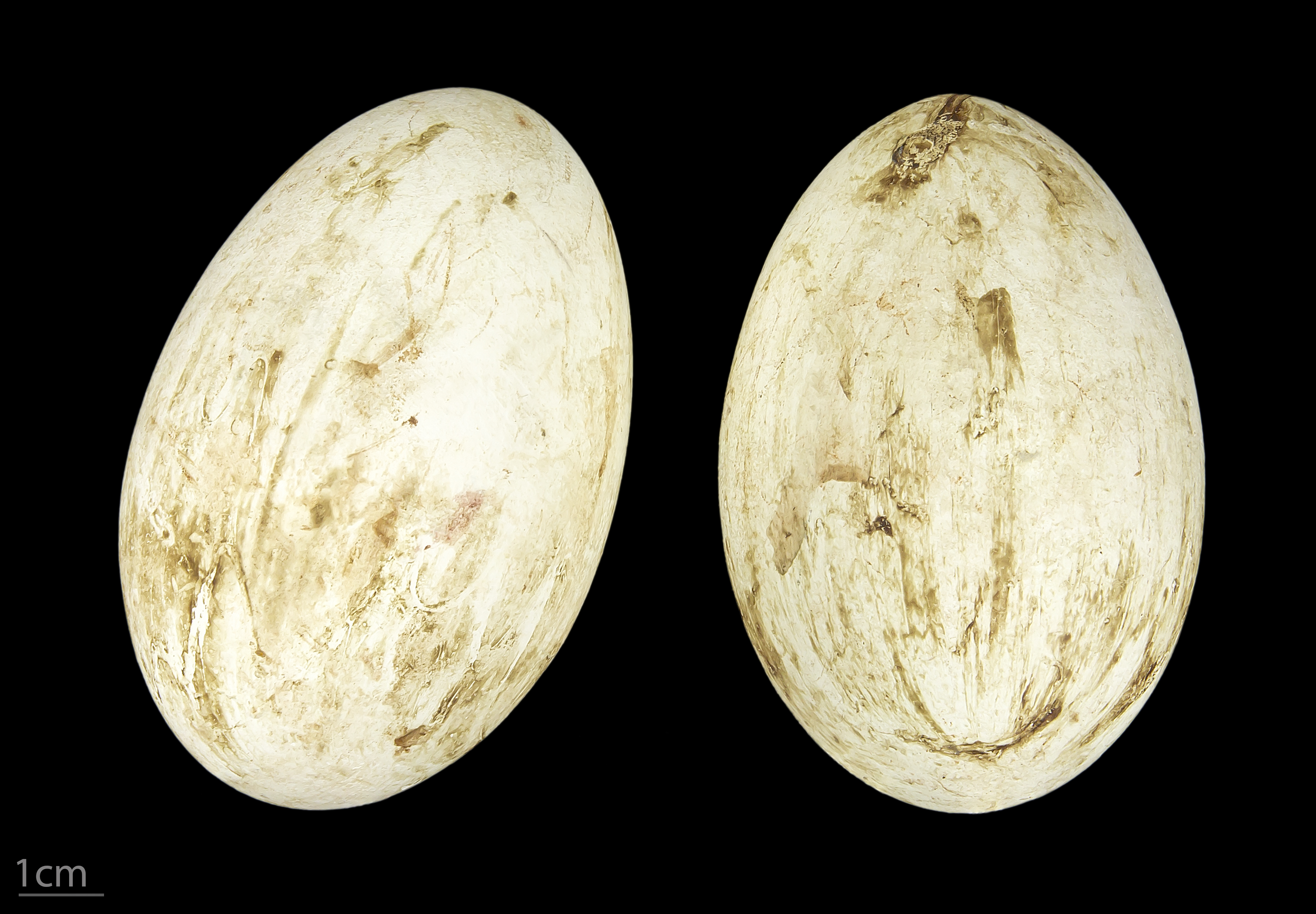
Pelecanus rufescens

コシベニペリカン（学名：Pelecanus rufescens）は、ペリカン目ペリカン科に分類される鳥類の一種。

## 形態
モモイロペリカンよりやや小さく、羽を広げると240cmほどになる。

## 生態
湿地や湖沼に生息する。